# Ablösungsrecht (historisch)
Ablösung ist ein aus dem 19. Jahrhundert stammender historischer Rechtsbegriff des dinglichen Rechts. Ablösung stellt die Beseitigung einer rechtlichen Verpflichtung auf Grund gesetzlicher Bestimmung dar, und zwar insbesondere die Aufhebung der auf dem Grund und Boden ruhenden privatrechtlichen Lasten und Verpflichtungen dinglicher Art. 
Der Begriff wurde im Zusammenhang mit der Aufhebung der bäuerlichen Abhängigkeit im 19. Jahrhundert eingeführt (Bauernbefreiung). Ablösung bedeutete, dass die pflichtigen Bauern die Pacht oder in Ausnahmefällen das volle Eigentum an ihren Höfen erst gegen Entschädigungszahlungen an ihre Grundherren erhielten. Die Ablösung bedeutete für die Bauern zwar die Überwindung der Leibeigenschaft, war aber auch mit hohen finanziellen Lasten verbunden. Deshalb bedeutete die Einführung eines Rechtes auf Ablösung dieser Feudallasten noch lange nicht die faktische Ablösung, da sie mit teils jahrzehntelangen Ratenzahlungen mühselig erkauft werden musste. 